# Monkey Gone to Heaven
Monkey Gone to Heaven is een single van de Amerikaanse alternatieve rockgroep Pixies. De single werd uitgebracht op 20 maart 1989 en verscheen in april op het studioalbum Doolittle. Monkey Gone to Heaven werd in 2011 door Rolling Stone verkozen tot 417e beste nummer aller tijden.

## Achtergrond
De tekst van Monkey Gone to Heaven is een allegorie op milieuvervuiling. Daarnaast wordt er in het laatste couplet verwezen naar Bijbelse numerologie. Het nummer werd tegen de verwachtingen van de groep in hun eerste radiohit en bereikte de vijfde plaats in de Hot Modern Rock Tracks.

## NPO Radio 2 Top 2000
| Nummer met noteringen in de NPO Radio 2 Top 2000 | '16  | '17  | '18  | '19  | '20  | '21  |
| ------------------------------------------------ | ---- | ---- | ---- | ---- | ---- | ---- |
| Monkey Gone to Heaven                            | 1498 | 1578 | 1777 | 1707 | 1693 | 1687 |

1. ↑  Een vetgedrukt getal geeft de hoogste notering aan.
2. ↑  2016 was het eerste jaar met een notering voor dit nummer.
3. ↑  Deze tabel is bijgewerkt tot en met de meest recente editie (2024).